# كهف شتاينبروكن
كهف شتاينبروكن (بالألمانية: Steinbrückenhöhle) تم اكتشافه من قبل نادي كشافي كهوف تابع لجامعة كامبريدج على هضبة لوزر في عام 1999.
يعتبر الكهف جزءًا من نظام كهوف شوارزموسكوغل الكبير (بالألمانية: Schwarzmooskogelhöhlensystem)، وسُمي على اسم قوس طبيعي قريب. كان هذا القوس في الواقع مدخلًا سابقًا لكهف تراونغولد الذي طُوّر ليكون ملجأً مناسبًا لمستكشفي الكهوف. يُعد نظام الكهوف هذا سابع عشر أطول نظام كهوف في العالم.

## وصلات خارجية
- CUCC webpage of cave 204
- Sample logbook from year 2004